# Esmoriz Ginásio Clube
O Esmoriz Ginásio Clube é um clube desportivo português sediado na freguesia de Esmoriz, Município de Ovar. Fundado em 14 de Outubro de 1967, o clube tem-se destacado na modalidade de Voleibol tendo conquistado vários títulos nacionais.

## Palmarés
- 9 Campeonatos Nacionais
- 2 Títulos de Campeão Nacional de Voleibol (Masculinos)
- 1 Taça de Portugal de Voleibol (Masculinos)
- 56 Campeonatos Nacionais Formação